# Гвердер, Александр Ксавер
Александр Ксавер Гвердер  (нем. Alexander Xaver Gwerder,  11 марта 1923,  Тальвиль, Швейцария  – 14 сентября 1952, Арль, Франция) – швейцарский поэт, прозаик, художник,  писал на немецком языке.

## Биография
Из рабочей семьи. В 1938-1942 работал в типографии. В 1949 дебютировал стихами в цюрихской газете Die Tat. Не мог устроиться на хорошую работу, конфликтовал с властями по вопросу о всеобщей воинской повинности. В 1952 пережил нервный срыв, тяжело переболел желтухой. Вместе с девятнадцатилетней возлюбленной (в это время он был женат и имел двоих маленьких детей-близнецов) задумал двойное самоубийство, по примеру Ван Гога – в Арле. Поэт погиб, подругу спасли.

## Избранные публикации
- Begegnung. Landau: Ertel, 1951
- Monologe. Zürich, 1951
- Blauer Eisenhut. Gedichte. Zürich: Magnus, 1951
- Dämmerklee. Nachgelassene Gedichte/ Hg. v. Trudy Federli-Gwerder und Hans Rudolf Hilty. Zürich: Arche, 1955
- Möglich, daß es gewittern wird. Nachgelassene Prosa, mit vier Holzschnitten von Rudolf Scharpf. Zürich: Arche, 1957
- Land über Dächer. Nachgelassene Gedichte. Mit einem Beitrag von Karl Krolow. Zürich: Arche, 1959
- Maschenriß. Gespräch am Kaffeehaustisch. Zürich: Arche, 1969
- Wenn ich nur wüßte, wer immer so schreit. Gesänge gegen die Masse. Zürich:  Orte,1978
- Wäldertraum. Ausgewählte Gedichte. Zürich: Limmat,  1991
- Полное собрание сочинений и избранные письма/ Gesammelte Werke und ausgewählte Briefe, 3 Bände/ Hrsg. v. Roger Perret. Zürich: Limmat, 1998:
  - Band 1: Nach Mitternacht. Lyrik
  - Band 2: Brief aus dem Packeis. Prosa und Briefe
  - Band 3: Dreizehn Meter über der Straße. Dokumente zu Leben und Werk. Kommentar

## Признание
На стихи Гвердера написана маленькая кантата для тенора и пяти инструментов Земля и небо Хайнца Холлигера (1961, см.:  (недоступная ссылка)). На русский язык его переводил Асар Эппель